# Dessau-Roßlau
Dessau-Roßlau ([ˈdɛsaʊ̯ ˈʁɔslaʊ̯]ⓘ) es una ciudad del estado alemán de Sajonia-Anhalt. Se ubica en el este del estado y es una de las tres ciudades del estado que no pertenece a ningún distrito (Kreisfreie Stadt), hallándose enclavada entre los distritos de Anhalt-Bitterfeld al oeste y Wittenberg al este.
En 2020, la ciudad tenía una población de 79 354 habitantes. Es la tercera ciudad más poblada del estado, después de Magdeburgo y Halle.
La ciudad fue fundada en 2007, durante el proceso de fusión de distritos de Sajonia-Anhalt, mediante la fusión de las hasta entonces ciudades colindantes de Dessau (que ya era una Kreisfreie Stadt) y Roßlau (perteneciente al ahora desaparecido distrito de Anhalt-Zerbst). Estas dos antiguas ciudades han pasado a considerarse las dos subdivisiones municipales (Stadtteil) de la nueva ciudad.
Se ubica en la confluencia de los ríos Mulde y Elba, con Dessau en la margen izquierda del Elba y Roßlau en la margen derecha. Se sitúa sobre la carretera 184 a medio camino entre Magdeburgo y Leipzig.